# Make America Great Again

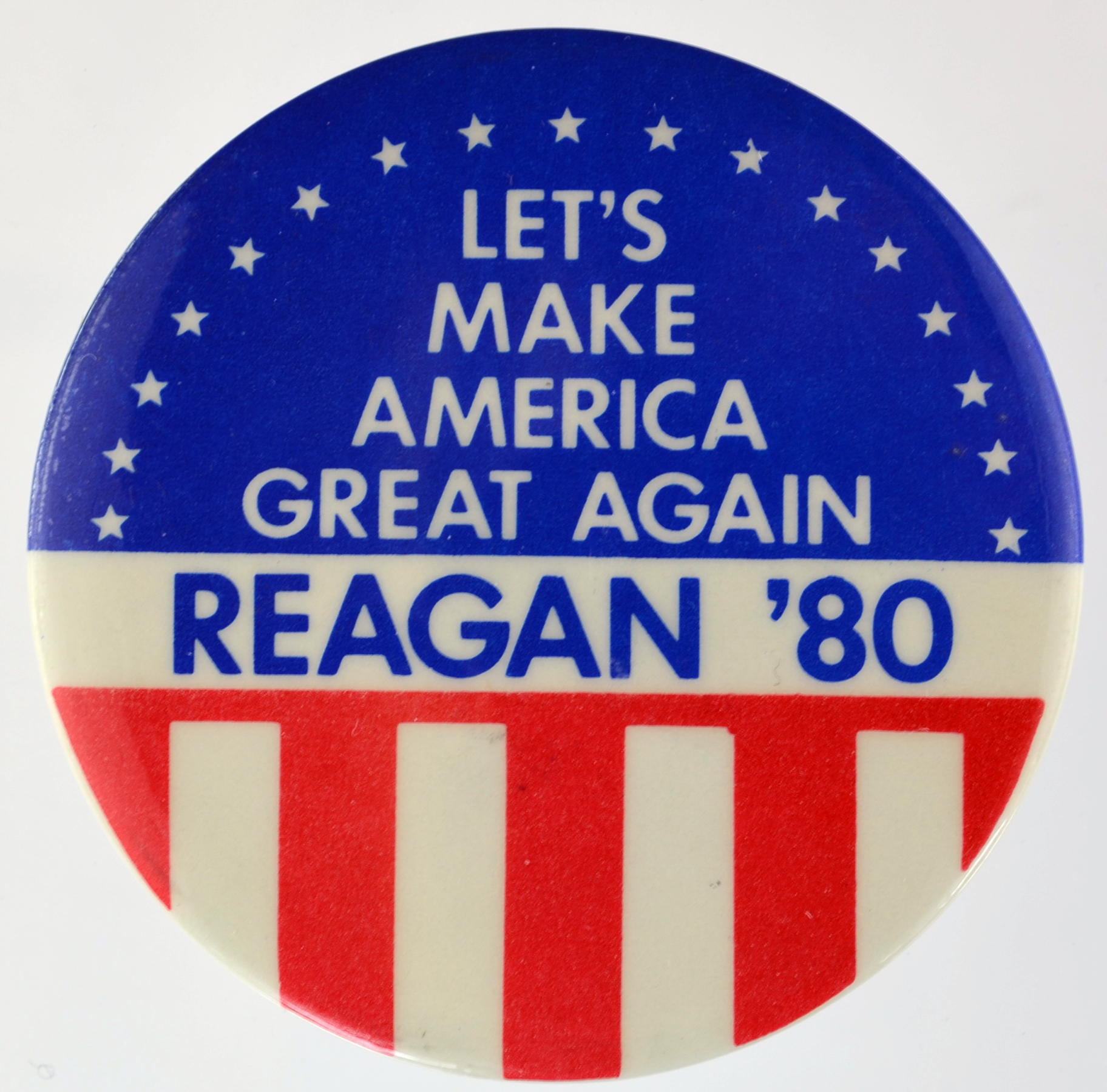
1980年大統領選挙におけるレーガン陣営のピンバッジ。"Let's Make America Great Again"（アメリカを再び偉大な国にしよう）と書かれている

Make America Great Again（メイク アメリカ グレート アゲイン、MAGA、日本語訳：アメリカ合衆国を再び偉大な国にする）は、アメリカ合衆国の政治において用いられる選挙スローガン。1980年の大統領選挙においてロナルド・レーガンが使用したのが最初で、近年では、2016年の大統領選挙と2020年の大統領選挙、および2024年の大統領選挙においてドナルド・トランプが使用した。近年（主には2021年以降）は単なる選挙スローガンを越え、広くトランプを支持する勢力や人々を「MAGA」と呼ぶことがある。

## 歴史

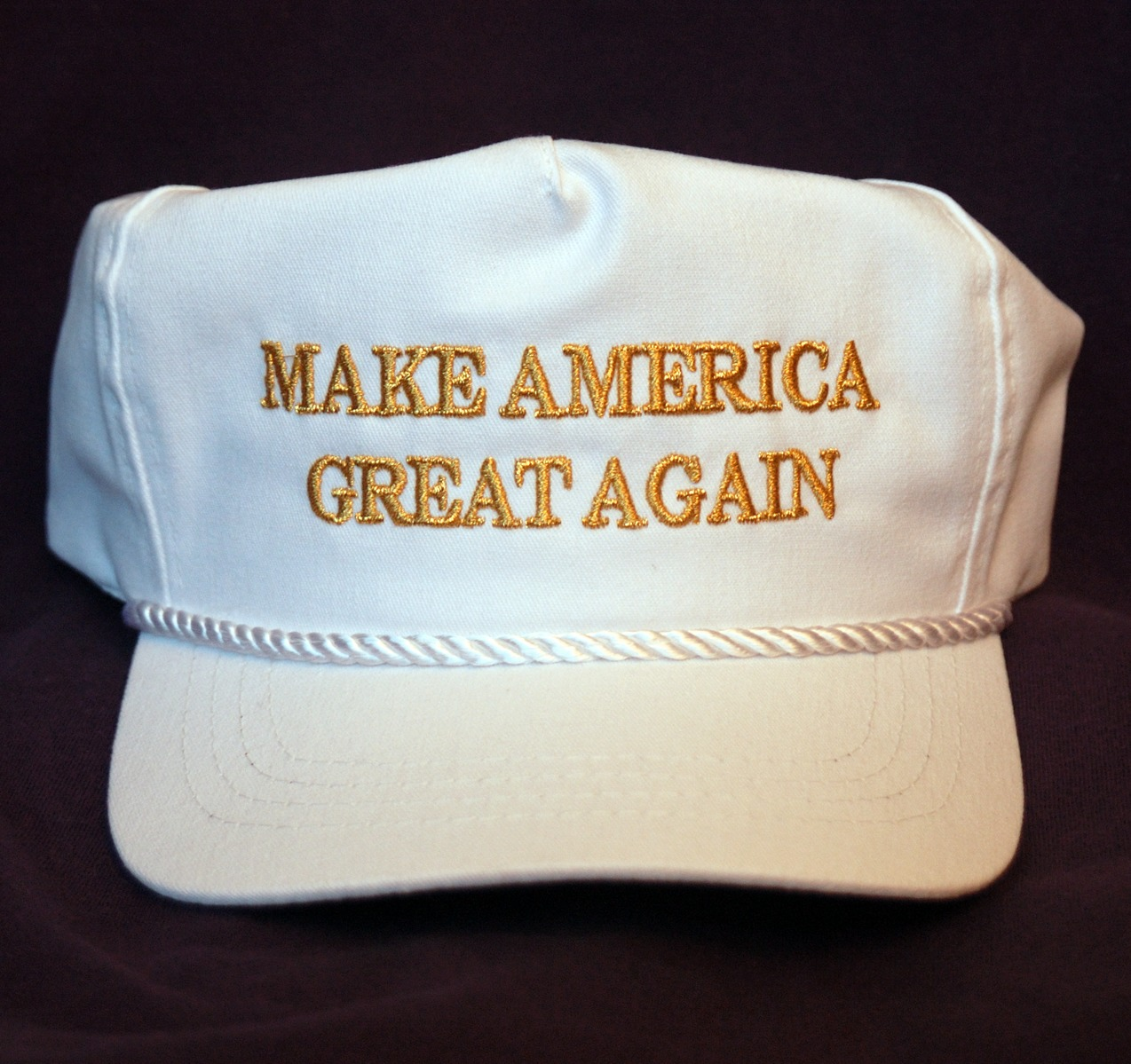
2016年大統領選挙におけるトランプ陣営の作成した帽子

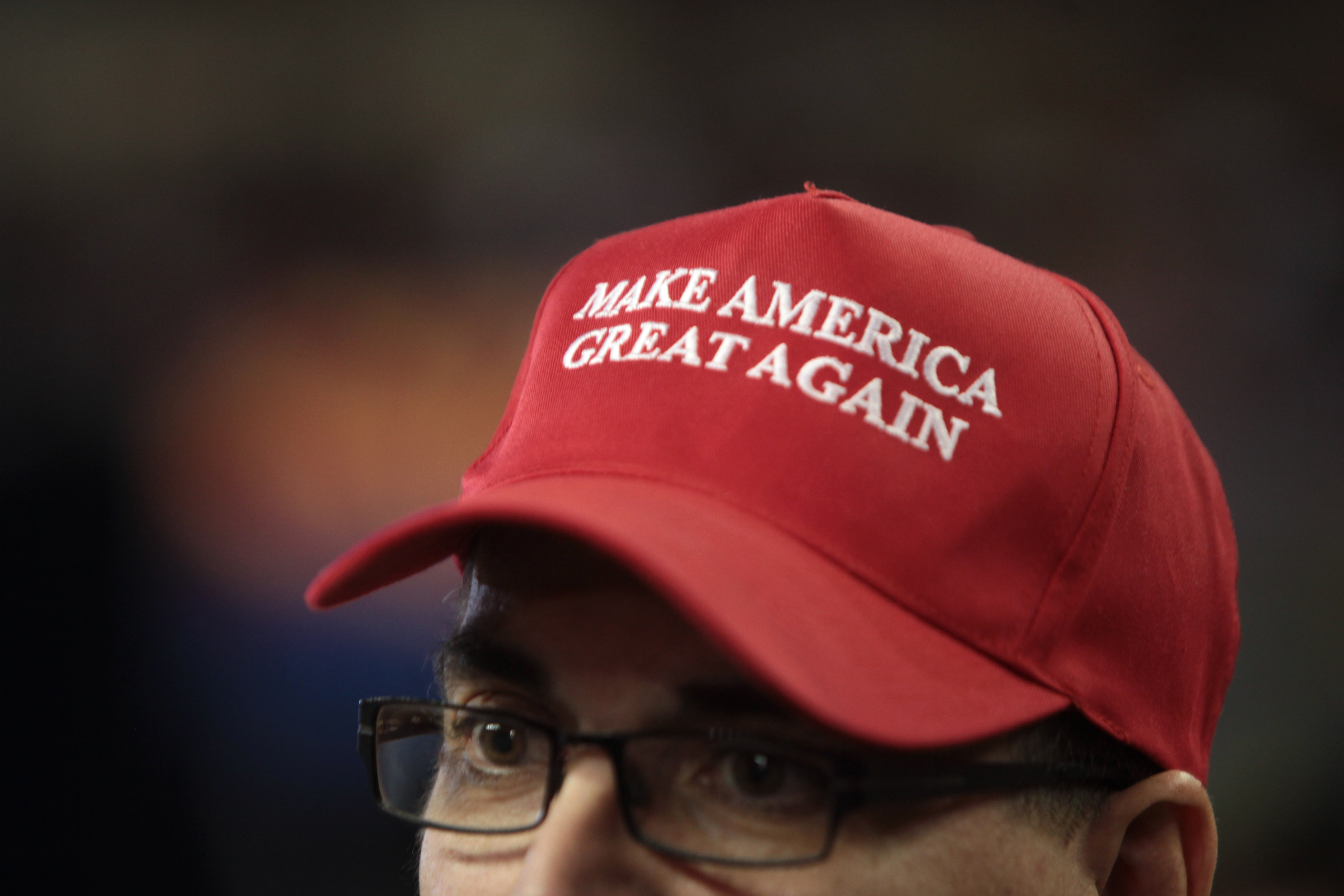
2020年大統領選挙バージョンの帽子

この標語は1979年、アメリカ合衆国が高い失業率とインフレーションを特徴とする深刻な経済状況悪化に悩まされていた頃に作られ、1980年大統領選挙におけるレーガン陣営のピンバッジやポスターで使われた。1992年、ビル・クリントンもこの用語を使用している。この標語は2016年大統領選挙においてドナルド・トランプが選挙運動にて使うまでは、レーガン政権を象徴する用語として使われていた。
トランプは、2016年大統領選挙の活動のために商標出願し、選挙運動の初期の頃に、この標語を載せた帽子をかぶることで世に広めた。

## 大衆文化
2013年にコナミより発売されたアクションゲーム「メタルギア ライジング リベンジェンス」に登場するアームストロング上院議員は、ゲーム内のカットシーンでこのスローガンを口にしている。強烈な社会風刺で知られるアニメ『サウスパーク』では「Where My Country Gone?」の回で、トランプと思しき人物の選挙運動に加わったギャリソン先生の支持者が、このスローガンを身に着けている。
プロレス団体WWEのスター選手であるダレン・ヤングと、かつてのスター選手であったボブ・バックランドは、2016年5月よりWWE TVにてバックランドがヤングのライフ・コーチを引き受けるという役どころで登場するという映像の放送が開始され、その中でバックランドは「make Darren Young great again（ダレン・ヤングを再び偉大に）」と公約している。
なおドナルド・トランプは、2007年に当時のWWEオーナーで共にハゲ疑惑があったビンス・マクマホンと、お互いの頭髪をかけ対決し勝利したことがある（バトル・オブ・ザ・ビリオネアーズ）。
アメリカのロックバンド、フォール・アウト・ボーイが2015年に出したリミックスアルバム『Make America Psycho Again』や、コメディアンのデヴィッド・クロスの単独ツアー「Making America Great Again」、ロックコンサートツアー「Make America Rock Again」などは全て標語にちなんだものである。
トランプと2016年大統領選共和党候補の座を争ったテッド・クルーズは、トランプが2016年1月28日にアイオワ州で開かれた討論会をボイコットしたことを引き合いに「Make Trump Debate Again（トランプを再び討論させよう）」と書かれた帽子を売りだした。
コメディアンのジョン・オリバーは自身のHBOの番組「Last Week Tonight with John Oliver」の中でこの標語を茶化し、トランプの祖先の名前がDrumpfであったとして、視聴者に「Make Donald Drumpf Again（ドナルドを再びドルンプにしよう）」と提案した。この番組は8,500万人に視聴され、HBOの視聴者数記録を塗替えた。
イギリスの女優、モデルのエリザベス・ハーレイは、アメリカ合衆国がイギリス帝国の植民地だった歴史を踏まえ「Make America Great Britain again（アメリカを再びイギリスにしよう）」とトランプを茶化した。
2020年2月、トランプはこの略語について、時価総額が1兆ドルを超える4つの巨大IT企業、Microsoft、Apple、Google、およびAmazonの略語であると冗談を飛ばした（これとほぼ一致するものとして既に「GAFA」がある(4つのうち3つが一致)）。これは2018年8月のフィナンシャルタイムズの記事からかもしれないといわれている。